# Toamna simfonic

Toamna simfonic este un album aparținând artistului Tudor Gheorghe, lansat în anul 2006, distribuit de Cat Music. Albumul este un rezultat al colaborării dintre Tudor Gheorghe și Orchestra și corul formate din membri ai Teatrului Liric si ai Filarmonicii din Craiova. Orchestrator și dirijor este Marius Hristescu. Acest album face parte din ciclul "Anotimpurile poeziei romanesti", 

## Detalii ale albumului
- Toamna simfonic - Tudor Gheorghe
- Gen: Folk / Simfonic
- Inregistrat: Studio
- Durata album: 56:36 minute
- Anotimpurile poeziei românesti"
- Data Lansare Album: 15 octombrie 2001
- Casa de DISCURI: Illuminati Media Services

## Lista pieselor
- 01 - Niciodata toamna (Tudor Arghezi) [4:53]
- 02 - Toamna (Octavian Goga) [2:32]
- 03 - Jelui-m-as si n-am cui (anonim) [6:38]
- 04 - Muge-un cerb (Dan Botta) [3:20]
- 05 - Salcâmii (Arhip Cibotaru) [2:46]
- 06 - Iarba rea (Păstorel Teodoreanu) [2:34]
- 07 - Ludmila (George Țărnea) [3:08]
- 08 - Toamna (Vasile Voiculescu) [4:42]
- 09 - Lied (Păstorel Teodoreanu ) [4:52]
- 10 - Octombrie (George Topîrceanu) [3:40]
- 11 - Carta postala I (Romulus Vulpescu), Peisagiu Retrospectiv (Ion Barbu) [4:25]